# Myziane Maolida
Myziane Maolida (* 14. Februar 1999 in Paris) ist ein komorisch-französischer Fußballspieler. Er steht bei Al-Kholood unter Vertrag. Der Stürmer ist ehemaliger französischer Juniorennationalspieler und spielt für die komorische Nationalmannschaft.

## Karriere

### Verein

#### Anfänge in Frankreich
Maolida wurde in der französischen Hauptstadt Paris als Sohn komorischer Eltern geboren. Im Jahr 2014 stieß er vom AC Boulogne-Billancourt zur Jugendabteilung von Olympique Lyon. Sein Debüt in der Ligue 1 gab er am 5. August 2017 beim 4:0-Heimsieg gegen Racing Straßburg, als er in der 76. Spielminute für Mariano Díaz eingewechselt wurde. In der UEFA Europa League 2017/18 traf er beim 4:0-Sieg gegen den zypriotischen Verein Apollon Limassol am 23. November 2017 erstmals für OL. Sein einziges Ligator erzielte er beim 5:0-Auswärtssieg gegen den OGC Nizza drei Tage später.
Im August 2018 unterzeichnete Myziane Maolida einen Fünfjahresvertrag beim Ligakonkurrenten OGC Nizza. Olympique Lyon erhielt für die Dienste des Stürmers eine Ablösesumme in Höhe von 10 Millionen Euro und zudem 30 % der Ablösesumme eines zukünftigen Verkaufs Maolidas. Sein Debüt für Nizza bestritt er am 18. August 2018 beim 1:1-Unentschieden gegen SM Caen. Nachdem er in den ersten 13 Spielen der Saison 2018/19 kein einziges Tor erzielen konnte, fiel er Mitte November 2018 mit einer Fußverletzung zwei Monate aus. Nach drei weiteren Einsätzen Anfang 2019, in denen er ohne großen Einfluss blieb, verletzte er sich am Knie und wurde die restliche Spielzeit nicht mehr eingesetzt. Am 30. November 2019 (15. Spieltag) gelang ihm beim 3:1-Heimsieg gegen den SCO Angers in seinem 22. Ligaspiel für Nizza sein erstes Tor. In dieser Saison 2019/20 gelang dem Stürmer in 18 Ligaeinsätzen nur ein Treffer.

#### Hertha BSC
Ende August 2021 wechselte Maolida für vier Millionen Euro Ablöse in die Bundesliga zu Hertha BSC. Der 22-Jährige unterschrieb einen Vertrag bis zum 30. Juni 2025. Bei seinem Bundesligadebüt am 12. September 2021 gegen den VfL Bochum erzielte er beim 3:1-Auswärtssieg sein erstes Tor. In der Saison 2021/22 absolvierte Maolida 14 Spiele, davon stand er 9-mal in der Anfangsformation. Da Hertha BSC die Saison auf dem 16. Tabellenplatz beendete, musste er mit Hertha in die Relegation gegen den Hamburger SV, wo sich der Bundesligist mit 2:1 (0:1/2:0) durchsetzte.
Nachdem er in der Hinrunde der Saison 2022/23 nur dreimal in der Bundesliga zum Einsatz gekommen war, wurde er Ende Januar 2023 bis zum Saisonende an Stade Reims verliehen. Für den Verein kam er in der Rückrunde der Ligue 1 2022/23 neunmal zum Einsatz und erzielte ein Tor. Nach Ablauf der Leihe kehrte er im Sommer 2023 zur Hertha zurück, die am Saisonende als Tabellenletzter in die 2. Fußball-Bundesliga abgestiegen war.
Vor dem Start der Saison 2023/24 bemühte sich die Hertha, Maolida an einen anderen Verein abzugeben, da Trainer Pál Dárdai ihn bei der Kaderplanung für die neue Saison nicht berücksichtigte. Nachdem ein geplanter Transfer zum türkischen Klub Ankaragücü scheiterte, wurde Maolida im August in die zweite Mannschaft versetzt. Auf einer Pressekonferenz im November 2023 kritisierte Dárdai Maolida scharf und sagte: „Wir lassen ihn nicht hängen, geben ihm Spielpraxis und Analyse, aber er soll so schnell wie möglich weg von uns. Er hat sehr viele Chancen bekommen und war so faul wie ganz wenige Spieler, die ich in meinem Leben gesehen habe.“ Bis zur Winterpause kam er 10-mal in der viertklassigen Regionalliga Nordost zum Einsatz und erzielte 3 Tore.

#### Hibernian Edinburgh
Mitte Januar 2024 wechselte Maolida bis zum Ende der Saison 2023/24 auf Leihbasis zum schottischen Erstligisten Hibernian Edinburgh. Nachdem der 25-Jährige im März 2024 in allen vier Premiership-Spielen gegen Ross County (zweimal), Livingston und den Glasgow Rangers ein Tor erzielt hatte, wurde er zum Spieler des Monats gewählt. In insgesamt 18 Ligaspielen während der Leihe erzielte er zehn Tore.

#### Al-Kholood
Ende August wechselte Maolida in die Saudi Professional League zu Al-Kholood, wo er einen Zweijahresvertrag unterschrieb.

### Nationalmannschaft
Maolida lief für diverse französische Jugendauswahlen auf. Am erfolgreichsten war er hierbei für die U19, für die er bei 19 Einsätzen neunmal traf.
Im November 2023 wurde er erstmals für die komorische Nationalmannschaft nominiert und kam in zwei Spielen im Rahmen der Qualifikation für die WM 2026 zum Einsatz. Bei seinem Debüt gewannen die Komoren 4:2 gegen die zentralafrikanische Republik, Maolida steuerte ein Tor zum Sieg bei. In seinem zweiten Spiel für die Komoren schoss er das Siegtor beim 1:0-Erfolg gegen Ghana.